# Basilica di Maria Santissima Assunta in Cielo
La Basilica di Maria Santissima Assunta in Cielo è la chiesa principale del comune di Santa Maria La Fossa.

## Storia

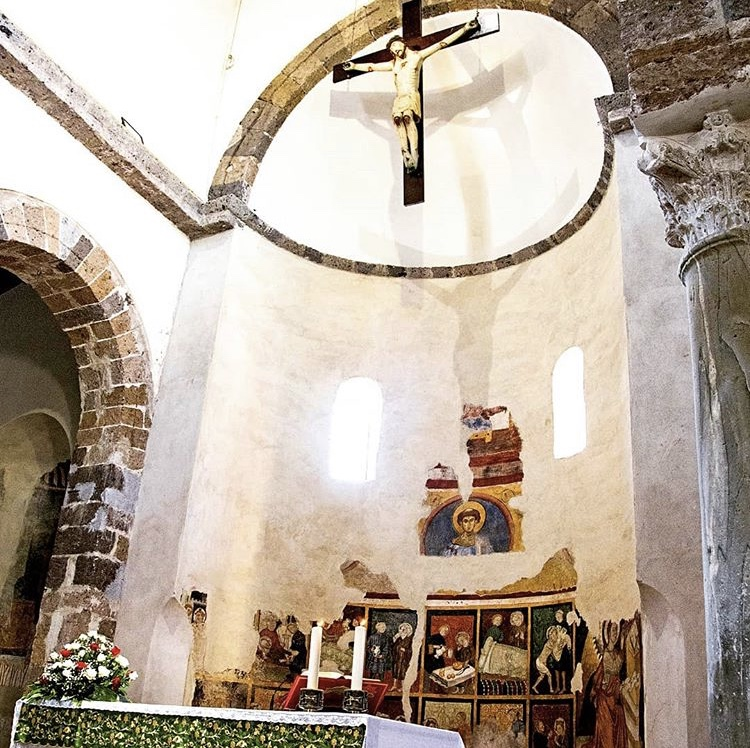
Abside e altare centrale.

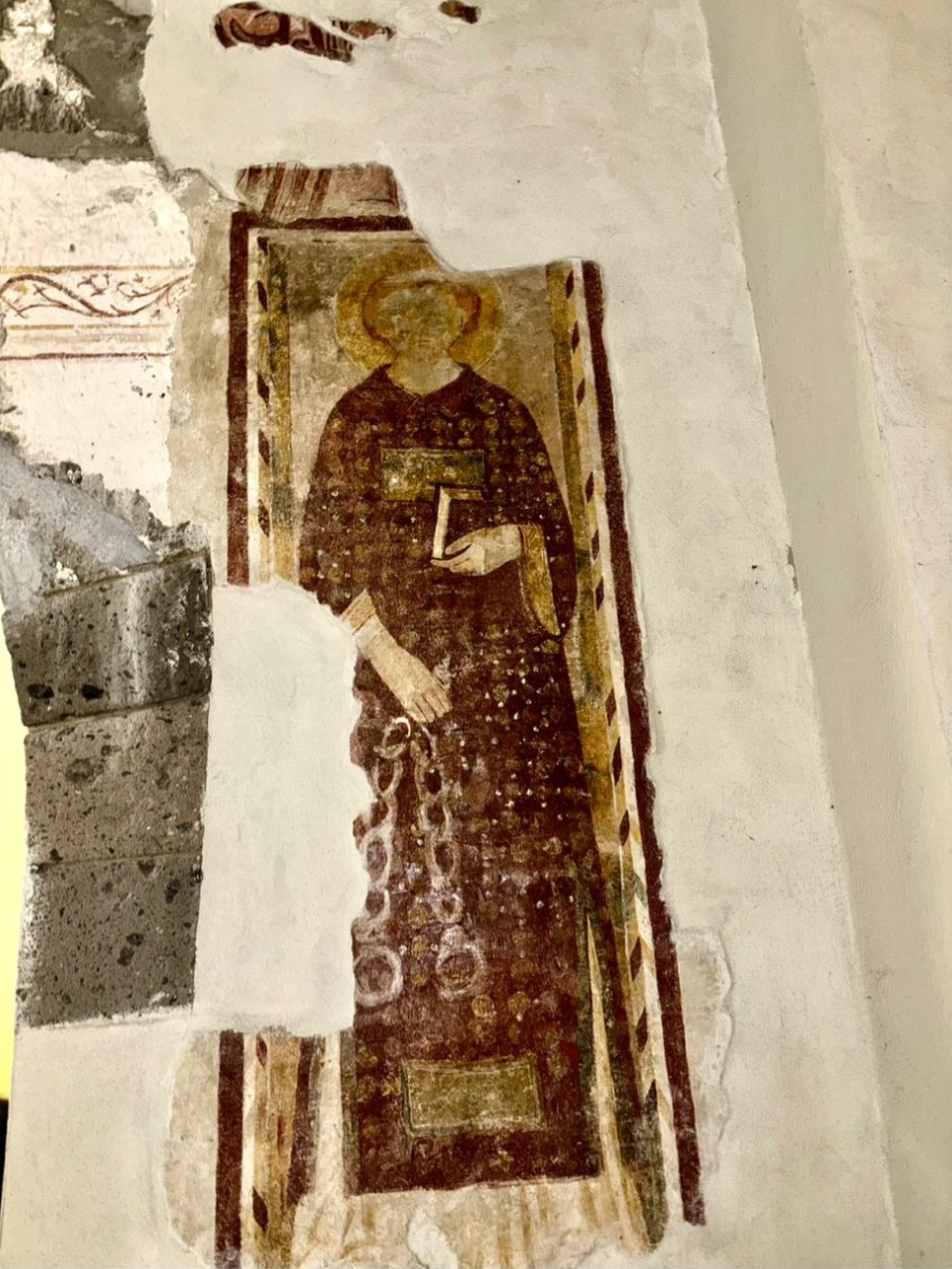
Affresco di San Leonardo.

La basilica intitolata all'Assunta fu edificata nell'anno 1084 da alcuni nobili capuani, sui resti di una chiesa longobarda. Essa rappresenta nel meridione uno dei monumenti più importanti del Medioevo.
La basilica presenta alcuni lineamenti longobardi, ma in verità è più benedettina che longobarda.
Infatti si dice che sia sorella alla chiesa di Sant'Angelo in Formis, anch'essa benedettina.
Detta basilica, non compare nell'elenco delle chiese che il papa Alessandro III (1159-1181) riconobbe sotto la giurisdizione dell'Arcivescovo di Capua Alfano (1163-1183) riportata nella bolla pontificia Cum ex iniuncto del 1º marzo 1173. Invece nell'inventario delle chiese dell'arcidiocesi di Capua tassate dalla Santa Sede fatto redigere dall'arcivescovo Stefano (1363-1380) il 17 dicembre 1375, la chiesa di Santa Maria la Fossa compare insieme a quella di S. Erasmo e di S. Nicola; e di essa dice che è tenuta a versare alla reverenda Camera Apostolica l'importo di otto tarì RECTORIA ECCLESIAE SANCTAE MARIAE DE FOSSAE IN TERENIS OCTO.
La facciata romanica della chiesa, prima degli eventi bellici del 1943, era preceduta da un nartece con archi a tutto sesto retti da mezze colonne di spolio, con annesso campanile lato sinistro. In quel tempo chiunque fosse ricercato dalla legge e trovasse rifugio dentro il perimetro delle colonne, godeva del diritto di asilo e pertanto non poteva essere arrestato.
La basilica di S. Maria la Fossa con tre navate terminanti in tre absidi, dopo anni restauri, è ritornata a vivere mostrando immagini architettoniche e pittoriche ricche di storia e di fede: colonne, capitelli, affreschi che risalgono tra l'undicesimo e il sedicesimo secolo di ottima fattura e un antichissimo fonte battesimale risalente all'undicesimo secolo. Tra gli affreschi più antichi nella navata centrale troviamo S. Stefano del XII secolo, le Opere della misericordia del XIII, la Madonna del cardellino, l'Annunciazione, la Madonna del Coniglio su un pilastro di destra, sullo stesso pilastro anteriore una Madonna dello stesso periodo, mancante della parte inferiore (spicconta per l'inserimento di un pulpito).
Interessante un dipinto su tavola raffigurante l'Assunzione della Vergine Maria, commissionato dal sacerdote Vincenzo Maffia. Di straordinario valore artistico sono le statue del Crocifisso, della Madonna Assunta, di San Michele del 1755 e il busto di San Restituto opera dello scultore napoletano Giacomo Colombo tra il XVII e XVIII secolo. Vanno ricordati anche gli studi su più antichi documenti pergamenacei di Santa Maria la Fossa risalenti al XII secolo conservati nell'Archivio diocesano di Capua.
Fino a prima dell’anno 1797 la chiesa arrivò a possedere ben 144 moggi di terreno.
Nel passato la chiesa godette di fama per la colonna del suo cereo pasquale, un vero e proprio capolavoro d'arte. Il cereo poi, riferiscono gli storici, pesava ben 133 libbre, e pare che fosse più grande e più bello di quello della basilica di Santa Maria Maggiore in Roma, che ne pesava 80.
Per l'uso e la manutenzione del cereo di Santa Maria la Fossa si spendevano le rendite di quattro moggi di terreno.